# Mestwin II di Pomerania
Mestwin II di Pomerania (polacco: Mściwój II o Mszczuj II) (1220 – Danzica, 25 dicembre 1294) è stato un nobile polacco. Fu un duca di Pomerania, membro della dinastia dei Samboridi. Regnò la Pomerania come unico sovrano dal 1273 al 1294.

## Biografia
Mestwin II era il figlio di Świętopełk II e la principessa della dinastia dei Přemyslidi, Eufrozyna. Da giovane, nel 1243 fu preso in custodia dall'Ordine Teutonico come ostaggio, parte dell'accordo di "cessate il fuoco" tra suo padre e l'Ordine, ma l'Ordine non mantenne questo accordo e fallì nel rimpatrio di Mestwin II che fu trattenuto da loro fino al 1248 (per qualche tempo nel castello dell'Ordine in Austria) quando finalmente fu rilasciato.

### Metswin II al potere
Molto probabilmente al ritorno dalla prigionia dell'Ordine Teutonico, suo padre gli affidò la provincia di Svwiecie (Schwetz) intorno al 1250 e lo fece duca, e alla morte del padre iniziò la sua sfida contro il fratello minore, duca di Danzica (Danzica) nel 1266, dando inizio alla cosiddetta Guerra civile di Pomerania, che durò fino al 1273. Combatté il fratello minore e gli zii finché non emerse vittorioso e divenne il principe di Pomerania e unico sovrano nel 1273. Unì tutte le terre di Pomerelia (dopo la morte dei suoi zii, Sambor II, principe di Lubiszewo (Lübschau) e Racibor Białogardzki, principe di Białogarda.

## Alleanze
Nel 1269, mentre cercava alleati, Mestwin II entrò in alleanza con l'espansione a spese delle terre slave e dei sempre più aggressivi margravi di Brandeburgo, col trattato di Choszczno e molto probabilmente in cambio di aiuto militare e finanziario prestò giuramento di fedeltà e rese omaggio in un paio di città di Pomerania (Świecie e Białogard) a questi duchi.
Il fratello di Mestwin, Vratislao II di Pomerania, principale duca di Pomerania e sovrano di Danzica (Danzica), fu espulso dal suo ducato da Mestwin II e molto probabilmente dal suo nuova alleanza nel 1271. Questa azione portò all'armamento militare di Vratislao II e Sambor II contro Mestwin II, e i suoi stessi cavalieri e nobili si ribellarono contro di lui. Circondato dalle avversità e persino fatto prigioniero (per breve tempo nel 1270) Mestwin II diede il possesso di Danzica al duca di Brandeburgo, Conrad, che reggeva la città di Danzica fino a quando Mestwin II li costrinse a dimettersi dal loro possesso della città con l'uso di forza nel 1273, essendo stata rafforzato da una nuova alleanza con suo cugino materno Boleslao il Pio (Bolesław Pobożny), il duca della Grande Polonia. Sconfitto Vratislao II trovò rifugio presso Ziemomysł di Cuiavia, il duca di Inowrocław e chiese aiuto all'Ordine, ma morì inaspettatamente a Wyszogród nel 1271. I restanti parenti maschi di Mestwin II, i suoi zii Sambor II e Racibor, si allearono con l'Ordine e vari principi Piast, persero il loro possesso all'interno del Pomerelia a causa delle azioni di Mestwin II contro di loro, e cercarono rifugio anche con l'Ordine e le loro figlie in Cuiavia (Sambor) e in Slesia (Racibor). Entrambi gli zii morirono nel 1270 lasciando Mestwin II come unico sovrano di tutto il Ducato di Pomerania unificato. Ora si trovava di fronte alle sfide dei principi di Brandeburgo, dell'Ordine, della Pomerania e dei Piast. Come risultato delle azioni dell'Ordine fu costretto a dare a loro i suoi castelli e villaggi sulla riva destra della Vistola, e anche l'importante riva sinistra della roccaforte Pomereliana di Gniew, voluta nell'Ordine dallo zio Sambor II, una rivendicazione di Mestwin II, riconosciuta sotto coercizione e mediazione papale nel 1282. Queste pressioni costrinsero Mestwin II a stringere la sua alleanza con la Grande Polonia di Boleslao e il suo successore Przemysł II.

## Il Trattato di Kępno
Mestwin II e Przemysł II, nuovo duca della Grande Polonia e futuro re di Polonia, conclusero il trattato di Kępno nel 1282 che fu inizialmente tenuto segreto. Il trattato, confermato dai magnati e dai nobili di entrambi i ducati, fece sia di Mestwin che di Przemysł II successori per donatio inter vivos o successori in tutti i propri possedimenti. È noto che Mestwin II rimase il governatore di Pomerelia fino alla sua morte nel 1294. Sembra che il trattato di Kępno abbia unificato la Pomerelia e la Grande Polonia, dando inizio al lungo processo di riunificazione dei principati polacchi da parte della dinastia dei Piast. Durante il governo di Mestwin II, i nobili e i magnati della Grande Polonia ricevettero borse di studio e incarichi presso gli uffici e le proprietà della Pomerania. Nel 1287 entrambi i principi stipularono un altro trattato di successione a Słupsk, e lì inserirono nel loro trattato di successione un altro principe slavo occidentale, Boghislao (Bogislaw) IV, duca di Pomerania. Questo trattato fu confermato e reso pubblico a Naklo, nel 1291. Questi trattati derivarono direttamente dalle politiche aggressive del margravio di Brandeburgo e dell'Ordine teutonico contro i territori di questi ducati e delle province slave.

## Famiglia
Aveva tre mogli. Prima venne la principessa Judith, figlia di Ditrich I duca di Brenna Wettin, che morì prima del 1275, poi sposò la principessa della dinastia Piast, Euphrosyne di Opole intorno al 1275 e ne divorziò nel 1288, e alla fine sposò la piuttosto sconosciuta Sulisława che morì nel 1292. Aveva due figlie: Katarzyna (Caterina), che sposò Pribislao II, ed Eufemia, infine sposata con un principe slavo o tedesco.
Morì a Danzica e fu sepolto nel monastero cistercense di Oliwa. Il suo sarcofago fu perso, probabilmente dopo essere stato distrutto quando l'esercito di Danzica distrusse l'abbazia durante la loro guerra ribelle contro il re Stefano Báthory nel 1577. Tuttavia, rimane ancora il sepolcro cumulativo della dinastia Samboride, fondato nel 1615 da uno gli abati di Oliwa, Dawid Konarski.